# Енбекшиказах (Актюбинская область)
Енбекшиказах (каз. Еңбекшіқазақ) — село в Хромтауском районе Актюбинской области Казахстана. Входит в состав Кызылсуского сельского округа. Код КАТО — 156045300.

## Население
В 1999 году население села составляло 92 человека (50 мужчин и 42 женщины). По данным переписи 2009 года, в селе проживало 18 человек (10 мужчин и 8 женщин).